# Всемирный альянс работников алмазной промышленности
Всемирный альянс работников алмазной промышленности (англ. Universal Alliance of Diamond Workers, фр. Alliance Universelle des Ouvriers Diamantaires) — всемирная федерация профсоюзов, объединяющая работников огранки алмазов и ювелирного дела.

## История
Федерация основана в 1905 году в Антверпене, Бельгия. Его цели заключались в предоставлении информации о производственных и социальных ситуациях, имеющих отношение к его членам, а также в проведении собственных исследований.
В первые годы своего существования федерация росла и к 1913 году представляла 22 700 рабочих. Но это число постепенно уменьшилось; к 1982 году у федерации были членские организации в Бельгии, Франции, Израиле, Нидерландах и Соединённом Королевстве, но в общей сложности они представляли всего 10 100 членов, что делало её самой маленькой из всемирных профсоюзных федераций.
В федерации оставалось около 10 000 рабочих до 1993 года, когда профсоюзы-члены Бельгии, Израиля и Нидерландов решили возобновить её работу, сосредоточив внимание на привлечении профсоюзов за пределами Европы. Была начата кампания против ненадлежащей практики труда при добыче алмазов, в том числе федерация призвала запретить детям до 14 лет работать в этой отрасли и запретила использование опасных кобальтовых «скайфов» (полировальных кругов). Это было успешным мероприятием, и к 2006 году у Альянса были члены в Африке, Азии и Латинской Америке.
В сентябре 2000 года федерация объединилась в гораздо более крупную Международную федерацию химических, энергетических, горнодобывающих и разнорабочих профсоюзов.

## Филиалы
В 1960 году в федерацию вошли следующие профсоюзы:
| Союз                                                                                        | Государство    | Число участников |
| ------------------------------------------------------------------------------------------- | -------------- | ---------------- |
| Всеобщая ассоциация работников алмазного производства Бельгии                               | Бельгия        | 7000             |
| Всеобщий голландский промышленный союз металлургической и электротехнической промышленности | Нидерланды     | 800              |
| Национальная федерация профсоюзов французских алмазных рабочих                              | Франция        | 400              |
| Национальный союз работников алмазного производства                                         | Израиль        | 2000             |
| Общество ювелиров, золотых дел мастеров и родственных промыслов                             | Великобритания | 260              |

## Руководство

### Генеральные секретари
1905: Йеф Гроссер
1910: Й. Янс
1912: Луи ван Беркелер
1936: Альф Даэмс
1946: Франц Шутерс
1980-е: Констант Денисс
1990-е: Йеф Хойманс

### Президенты
1905: Генри Полак
1946: Питер Ван Мейден
1950: Иес Муг
1958: Х. Ван Эрде